# Trafalgar Square Christmas Tree

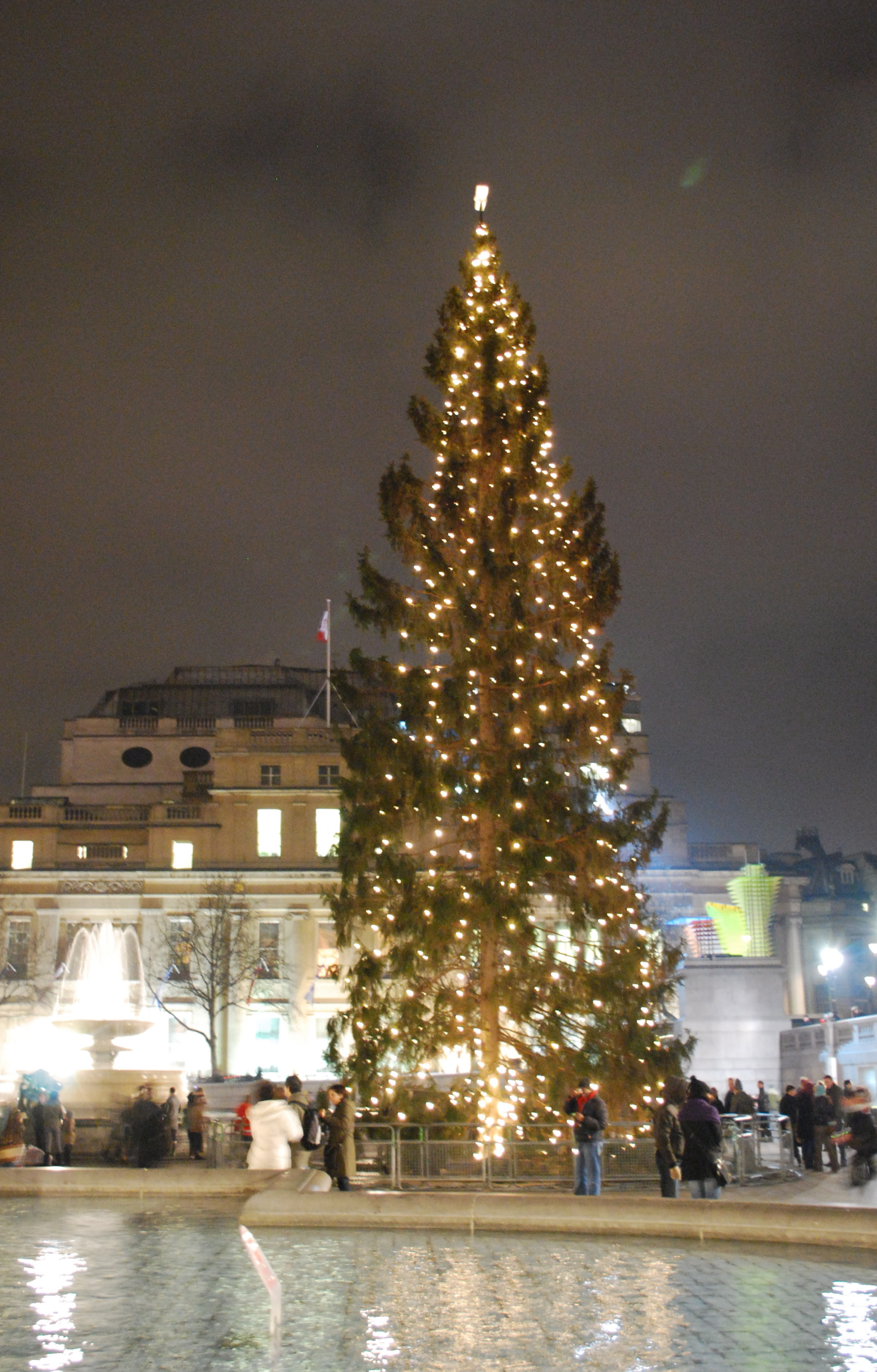
Trafalgar Square Christmas Tree von 2008

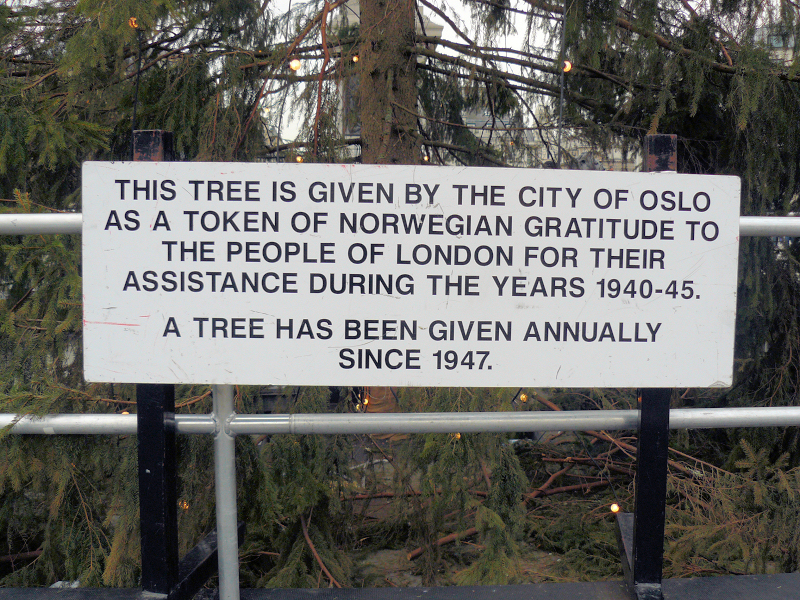
Plakette mit Ausdruck der Dankbarkeit der Norweger für die britische Hilfe, Stand 2005

Der Trafalgar Square Christmas Tree wird jährlich am ersten Dienstag im Dezember seit 1947 auf dem Trafalgar Square in London aufgestellt. Die Weihnachtsbäume aus Norwegen sind meistens über 25 Meter hoch und werden als Dank Norwegens für die Unterstützung Großbritanniens im Zweiten Weltkrieg in offiziellen Veranstaltungen in Norwegen und in London übergeben.
Die Fichten werden mit Lichterketten aus 500 einzelnen Lichtern in der Tradition Norwegens in Weiß-Rot geschmückt, die Lichterketten sind vertikal angeordnet und geben dem Baum ein besonderes Gepräge. Zur Feier anlässlich der Aufstellung dieser Weihnachtsbäume in London sind die Bürgermeister von Oslo und Westminster und der norwegische Botschafter anwesend, bei der der Bürgermeister von Westminster seine Prachtuniform trägt.
Tausende Bürger Londons versammeln sich jedes Jahr auf dem Trafalgar Square, wenn die Lichterketten an der hohen Fichte erstmals leuchten. Diese Tradition geht zurück bis ins Jahr 1947, denn seit damals schickt das norwegische Volk eine große Fichte aus den Wäldern um Oslo nach London und dankt auf diesem Weg für die britische Unterstützung in der Zeit der Besetzung durch die Wehrmacht von 1940 bis 1945. Die außergewöhnlich großen Bäume sind zwischen 50 und 100 Jahre alt und im Jahr 2008 war der Baum 33 Meter hoch und 90 Jahre alt. Die Fichte, die die Förster aussuchen, wird als Königin des Waldes bezeichnet.
Der Baum wird in Anwesenheit der Bürgermeister von Westminster und Oslo und auch des britischen Botschafters in Norwegen gefällt, anschließend nach Großbritannien verschifft, wo er auf einem LKW transportiert und mit einem Kran aufgestellt wird.
Während der Studentenunruhen im Dezember 2010 versuchten protestierende Studenten den 20 Meter hohen und 60 Jahre alten Baum anzuzünden.
Der Weihnachtsbaum wurde im Jahr 2010 am 2. Dezember aufgestellt und zu diesem Anlass wurden nicht nur Lieder gesungen, sondern Schüler trugen Gedichte von britischen und norwegischen Dichtern zum Thema Frieden vor. Texte der Gedichte wurden auf Transparenten am Schutzgeländer vor dem Trafalgar Square Christmas Tree befestigt. Als Symbol of Peace (Symbol des Friedens) bezeichnete der norwegische Botschafter Kim Traavik den Baum in einer Verlautbarung im Dezember 2010.
Der Weihnachtsbaum bleibt bis zum 5. Januar 2010 auf dem Trafalgar Square aufgerichtet und dort werden von Mitgliedern von mehr als 40 wohltätigen Organisationen traditionelle Weihnachtslieder gesungen, die Spenden für Menschen in Not einsammeln.